# Agrostis blasdalei
Agrostis blasdalei es una especie de planta herbácea de la familia Poaceae endémica de la costa norte de California, donde crece en hábitats a lo largo de la línea de la costa, como las dunas y acantilados. 

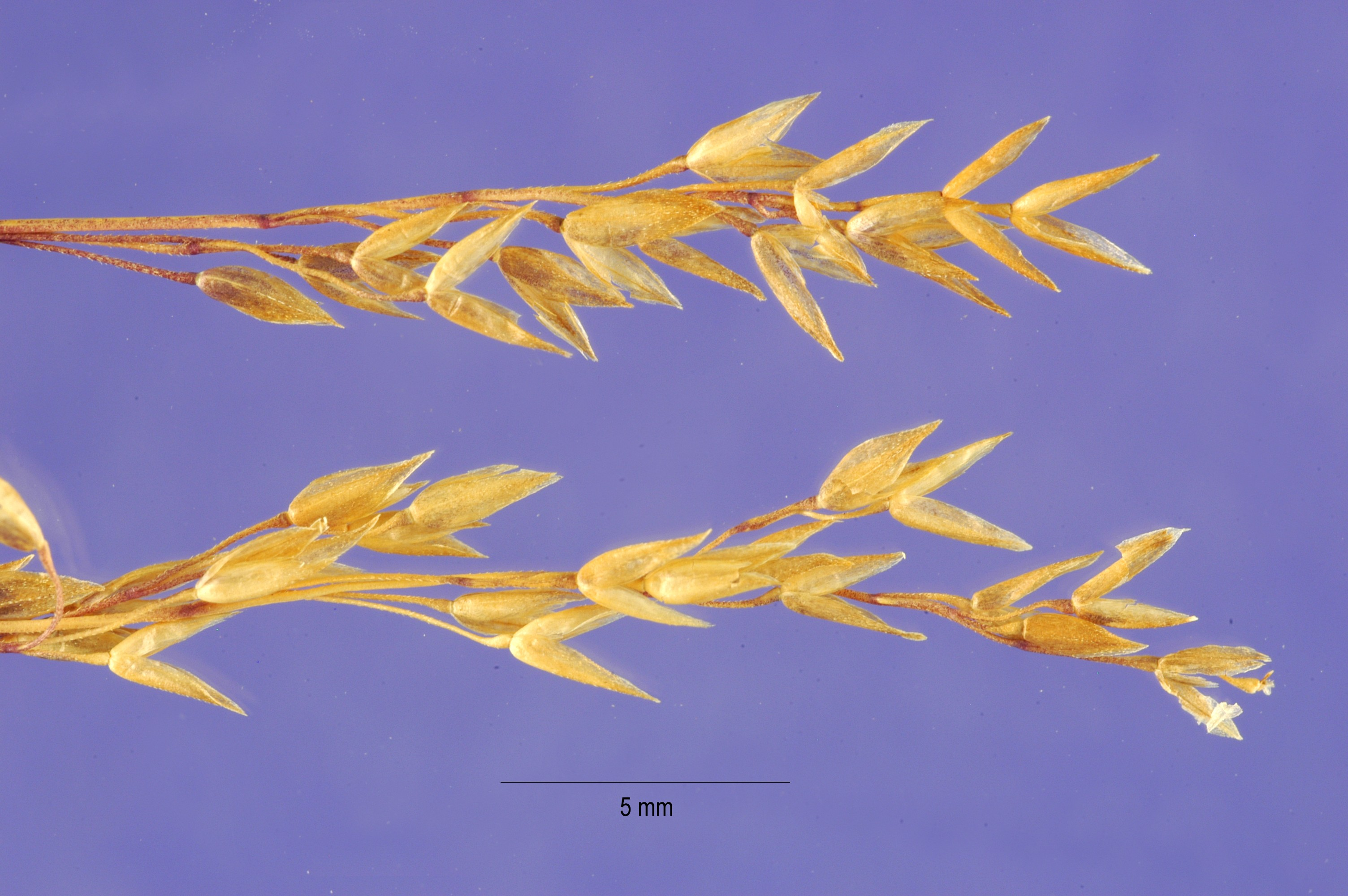
Espigas

## Descripción
Tiene un crecimiento en forma de mechones de hasta 30 centímetros de altura de hierba perenne. La inflorescencia es cilíndrica delgada de espiguillas diminutas, cada una de hasta 4 milímetros de longitud.

## Taxonomía
Agrostis blasdalei fue descrita por Albert Spear Hitchcock y publicado en Proceedings of the Biological Society of Washington 41: 160–161. 1928.
Etimología
Ver: Agrostis
Sinonimia
- Agrostis blasdalei var. blasdalei
- Agrostis blasdalei var. marinensis Crampton	[2][3]